# Az-Zahr
Az-Zahr – wieś w Syrii, w muhafazie Idlib. W 2004 roku liczyła 687 mieszkańców.